# Peter Venkman
Peter Venkman é um personagem fictício da franquia Ghostbusters. Venkman esteve presente no filme Ghostbusters (1984) e Ghostbusters II (1989), sendo interpretado por Bill Murray. Também aparece nas séries animadas The Real Ghostbusters e Extreme Ghostbusters (na segunda, apenas no episódio final), na série de história em quadrinhos Ghostbusters: Legion e em vários jogos de videogames da franquia. Venkman foi dublado nas versões americanas das animações por Lorenzo Music e Dave Coulier.
Pela sua interpretação no longa-metragem de 1984, Bill Murray foi indicado ao Globo de Ouro de Melhor Ator em Comédia ou Musical.

## Personagem
Nascido no Brooklyn (Nova York), Peter é um dos três doutores especializados em Parapsicologia do time, além de ser Ph.D em Psicologia. Nos filmes, ele é caracterizado pelo seu jeito irreverente, pela preguiça no trabalho e por ser mulherengo. Apesar de ser um do três cientistas com Doutorado do grupo, ele é o que leva menos a sério sua profissão, sendo adjetivado como "farsante e trapaceiro" pelo reitor da faculdade da qual são demitidos. Entretanto, ele é o maior conhecedor das ruas, na comparação com seus colegas Ray Stantz e Egon Spengler.
Peter procura sempre ser a voz de comando do grupo, e despista seu menor conhecimento em ciência com sua maior sociabilidade em relação a Ray e Egon. Ele também serve de ligação entre o time e a realidade das ruas.
Com exceção de Winston Zeddemore, ele é o que demonstra ter menor conhecimento em paranormalidade. É o mais cômico do grupo e também o melhor negociador. É ele quem consegue persuadir o prefeito da cidade para saírem da cadeia. No segundo filme, ele apresenta seu próprio programa de TV, um talk show, e mantém um interesse romântico em Dana Barrett em ambos os filmes.

## The Real Ghostbusters
Nessa série, seu jeito mulherengo é diminuído, porém ainda mantem seu jeito sarcástico e crítico a decisões. Peter usa um uniforme marrom e seu personagem teve um visual um pouco modificado para não parecer com Bill Murray (como a barba por fazer que foi retirada). Mesmo não sendo oficialmente o líder do grupo, ele costuma tomar decisões em alguns momentos, mesmo quando não perguntado. Ele foi contra a ideia de Geleia viver no quartel-general do grupo, mas depois desenvolve uma simpatia pelo fantasma verde, mesmo sendo o principal alvo das trapalhadas de Geleia.
Nos episódios Venkman's Ghost Repellers ("O Repelente de Fantasmas do Peter"), "Cold Cash and Hot Water" ("Dinheiro Frio, Água Quente"), e "Treasure of the Sierra Tamale" ("O Tesouro de Sierra Tamale") aparece ao lado de seu pai, um trambiqueiro que nunca está presente nos dias de Natal, como mencionado no episódio "X-Mas Marks The Spot" ("O Natal Marca o Ponto"). Peter tem medo de escorpiões e seu passatempo favorito são os trens.

## Extreme Ghostbusters
Peter, assim com Ray e Winston, aparece somente no último episódio da série que está divido em duas partes. Após o fim das atividades dos Caça-fantasmas, ele se muda para a Califórnia com a intenção de rodar um filme sobre os caça-fantasmas, inclusive esperando contar com a presença de Brad Pitt para interpretá-lo nos cinemas.

## Ghostbusters: Legion
Na minissérie em quadrinhos, Peter é semelhante a seu personagem dos cinemas interpretado por Bill Murray: mulherengo, com pouco interesse na ciência e com jeito sarcástico e cômico.

## Videogames e Outras Participações
Nos vários jogos lançados sobre a franquia, sempre o personagem é baseado no personagem dos filmes, interpretado por Bill Murray, assim como os outros membros do time.